# Our Lady J
Our Lady J (Chambersburg, 22 de agosto de 1985) es una pianista clásica estadounidense, escritora de televisión, cantante y compositora. Es escritora y productora de la serie de televisión Transparent y Pose.

## Biografía
Nacida en Pensilvania, Our Lady J asistió al Centro Interlochen de Artes de 1994 a 1996, especializándose en piano durante sus años de secundaria y preparatoria. En 2000, se mudó a la ciudad de Nueva York, donde trabajó como acompañante musical. En 2004, J se convirtió en director musical y acompañante de la intérprete de Broadway Natalie Joy Johnson y salió como transgénero. Creció en popularidad en 2013 cuando lanzó su primer álbum de estudio aclamado por la crítica, Picture of a Man. Our Lady J ha tocado el piano en el Carnegie Hall, el American Ballet Theatre y en el Alvin Ailey American Dance Theatre.

## Discografía
- Picture of a Man (2013)[6]

## Filmografía

### Televisión
| Año    | Título                           | Papel                | Notas                                             |
| ------ | -------------------------------- | -------------------- | ------------------------------------------------- |
| 2014   | Watch What Happens: Live         | Sí misma             | Episodio con Rachel Zoe e Isaac Mizrahi           |
| 2014   | True Trans with Laura Jane Grace | Sí misma             | Episodio: "No solo"                               |
| 2014   | RuPaul's Drag Race (Temporada 6) | Sí misma             | Pianista invitado, episodio: "Shade: The Rusical" |
| 2015   | RuPaul's Drag Race (Temporada 7) | Sí misma             | Pianista invitado, episodio: "Divine Inspiration" |
| 2015   | Transparent                      | Yorna                | Episodios múltiples                               |
| 2015 - | Transparent                      | Escritor / Productor | Episodios múltiples                               |
| 2018   | Pose                             | Escritor / Productor | Episodios múltiples                               |
| 2018   | Pose                             | Sherilyn             | Episodio: "El amor es el mensaje"                 |